# Meteorus nixoni
Meteorus nixoni är en stekelart som beskrevs av Trevor Huddleston 1980. Meteorus nixoni ingår i släktet Meteorus och familjen bracksteklar. Inga underarter finns listade i Catalogue of Life.